# 플라토 (미술관)
플라토(PLATEAU)는 서울특별시 중구에 위치한 미술관으로 삼성 리움미술관이 운영하는 로댕 작품 전문 박물관이었다. 개관할 당시의 이름은 로댕갤러리(Rodin Gallery)였으며, 2011년 5월 '플라토'라는 명칭으로 이름이 바뀌었다. 그 후 2016년 8월 31일 운영이 종료되어 17년만에 폐관되었다.
세계에서 여덟 번째로 세워진 오귀스트 로댕(Auguste Rodin) 작품을 전문적으로 전시하는 전문 갤러리로 로댕의 대표작인 <지옥의 문> 7번째 에디션과 <깔레의 시민> 12번째 에디션을 상설 전시했었다. (참고로 ‘에디션(edition)’은 하나의 형틀로 찍어낸 조형물에 제작 순서대로 붙이는 번호다.) 이 두 점의 작품은 플라토 폐관 후 호암미술관 수장고로 자리를 옮겨 보관되었다.

## 같이 보기
- 북촌미술관
- 대한민국의 박물관과 미술관 목록
- 서울시립미술관